# Johann Baptist Witting
Johann Baptist Witting (* 1855; † 1924) war ein promovierter Notar, Genealoge und Heraldiker.
Bekannt wurde Witting durch die Mitarbeit in der Zeit von 1918 bis 1920 am Neuen Siebmacher. Er leistete Zuarbeit am Band Niederösterreich und Steiermark.

## Schriften
- Die Wappen des Adels in Niederösterreich. Teil 2: S–Z. Nachdruck: Bauer und Raspe, Neustadt an der Aisch 1983, ISBN 3-87947-036-7.
- Der niederösterreichische landständische Adel. Nachdruck 1983.
- Steiermärkischer Adel. Bauer & Raspe, Nürnberg 1921.